# 苗民起义 (1795–1806年)
1795-1806年间的苗民起义，又稱乾嘉苗乱，是乾隆、嘉庆年间一起湖南省、贵州省的反清起义，由当地居民和汉族移民之间的紧张关系所催生，是1854－1873年苗民起义的前序。
这里说的“苗民”据人类学家诺玛·戴蒙德解释，并不仅仅指今天苗族的先人，而是指贵州和中国其他西南省份的共享相似文化特质的各种本地和山区部落。他们组成了本省40－60%的人口。

## 背景和起因
清朝对少数民族居民用羁縻而非强迫同化。在西南，从15世纪起，云南、贵州、广西、四川各省由半独立的当地首领即土司统治，皇帝授予土司们头衔，只要求他们纳税和维护治下平安。
但中原移民在迫使原住民离开最好的土地；贵州境内虽然人烟稀少，主要由高山组成，几乎无以提供适合耕种的土地。中央朝廷和移民们一样，建立机构，先是军事，再是民事，随着时间发展用常规部门取代了半独立的土司。这一改土归流政策引发了冲突。
这次起义是明朝征服该地区后一系列起义之一。每当紧张局势到了临界点时，人们就起事。每次叛乱被血腥镇压后都留下酝酿已久的仇恨，问题更多是被镇压而非解决。暴政的基本问题：官员滥用职权、敲诈勒索、过度税收和土地掠夺继续存在。大规模汉族移民使得稀缺的资源更紧张，但官员们掠夺而非治理当地人。贵州及其相邻地区的官风一直低劣。大起义发生于明朝时期及清朝年间的1735—1736年、1796—1806年和最后也最大的1854—1873年。

## 起义和后果

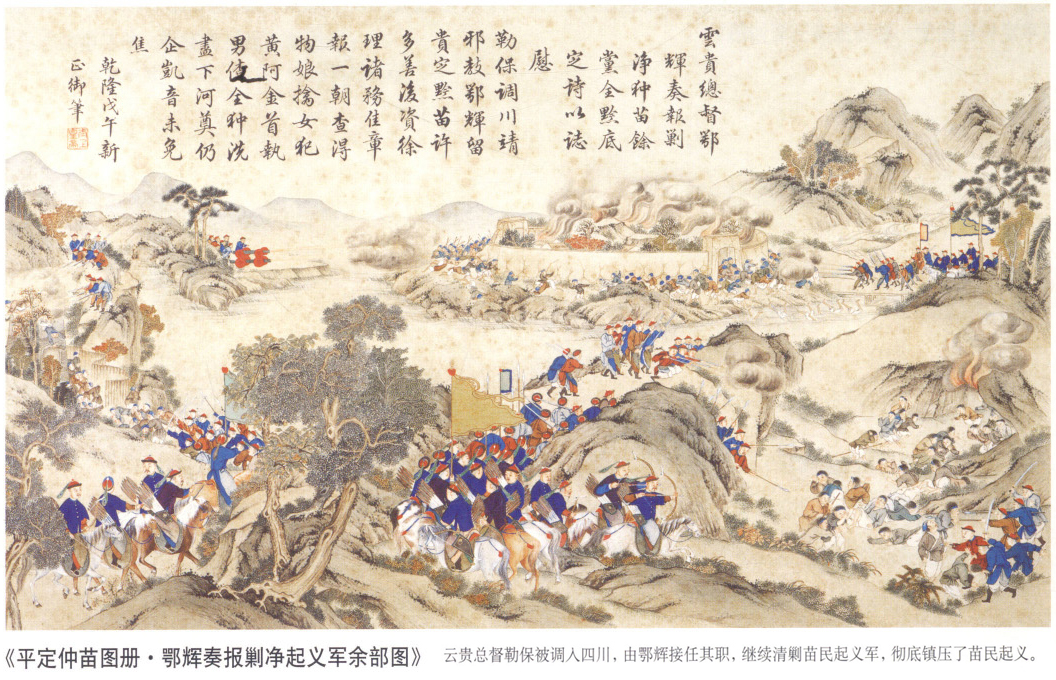
1795年讨伐苗民的战斗一景

先前1736年的起义遭到严厉处置，使得下半个18世纪相对平静，大量当地事件不足以挑战政府权威。但官员们被异端教派在汉族、苗族之间传播的教义所动摇。1795年紧张局势到了爆发点，石柳邓和石三保率领下的苗族人再度起事。起义者提出了“逐客民，复故地”的口号，要求收回被霸占的土地。

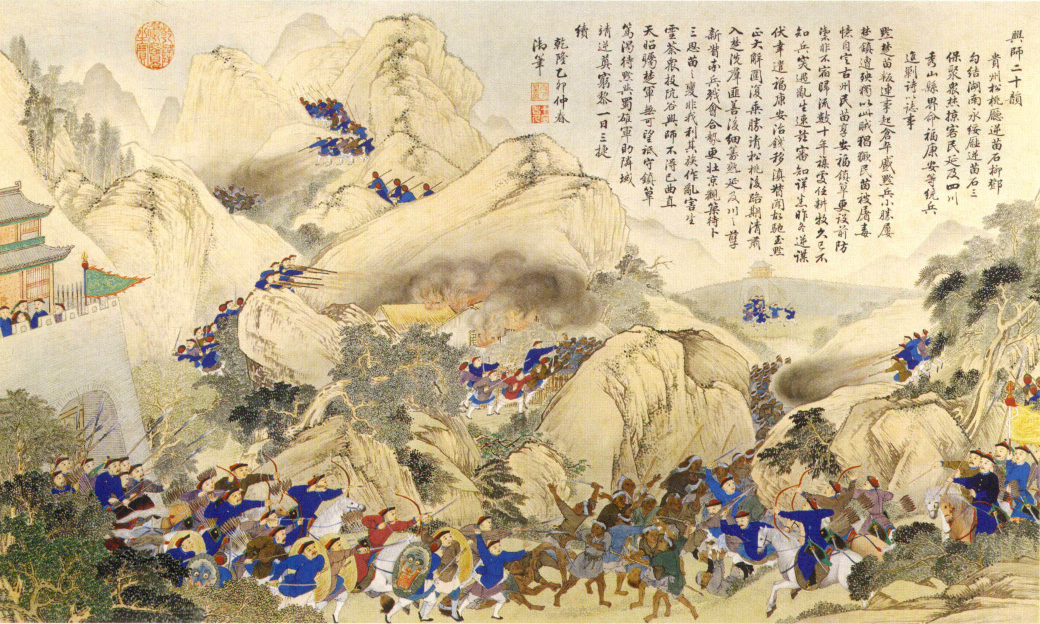
清军剿灭石柳邓、石三保

湖南是战斗的主要地区，一些战斗在贵州发生。清朝派出八旗、绿营并调动当地民兵和自卫队。叛乱苗人的土地被没收，以为对他们的惩罚，也为了增强政权势力；但因新的汉族地主无情剥削苗族佃户，这一举措却激发了进一步的矛盾。在已平定的地区建立了堡垒和军事殖民地，苗族和中原人的领地被带有烽堠的墙所分离。但朝廷也用了11年的时间最终平定此乱。朝廷于1795年将绿营兵从湖北重新部署到湖南处理苗人，因而对北方省份的控制削弱，助长了川楚教乱。
军事行动后是强迫同化的政策：传统的衣服被禁止，种族隔离被强制执行。也有引入儒家教育的尝试。然而，骚乱的深层次起因维持未变，紧张局势再次滋长，直至1854年爆发最大的苗民起义。在1795—1806年间被“平定”的湖南苗民，相对而言几乎没有参与1850年代的起义。

## 相关画作

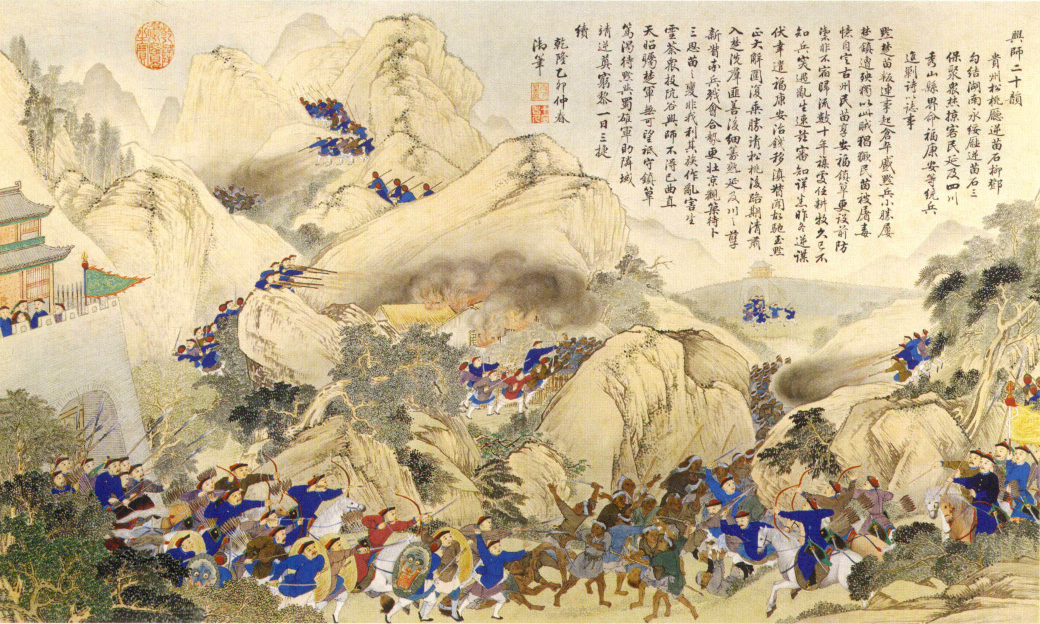
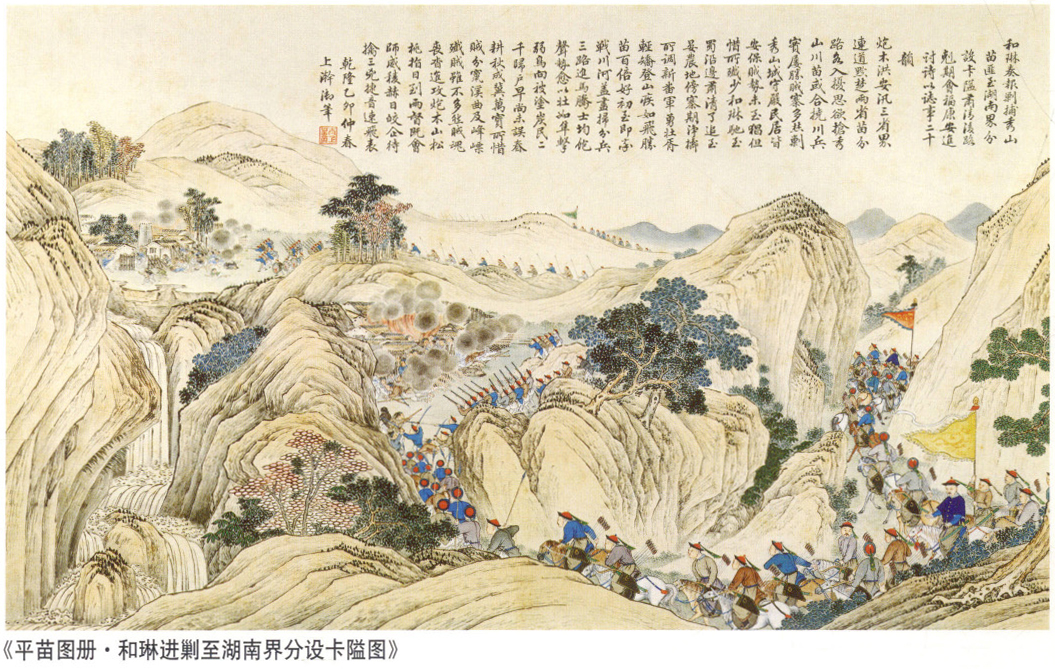
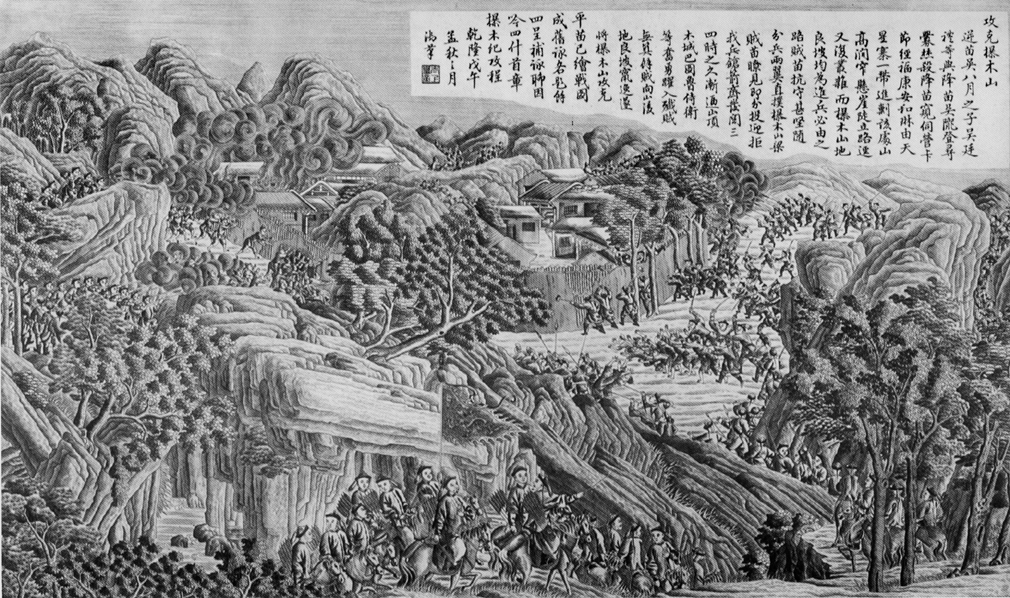
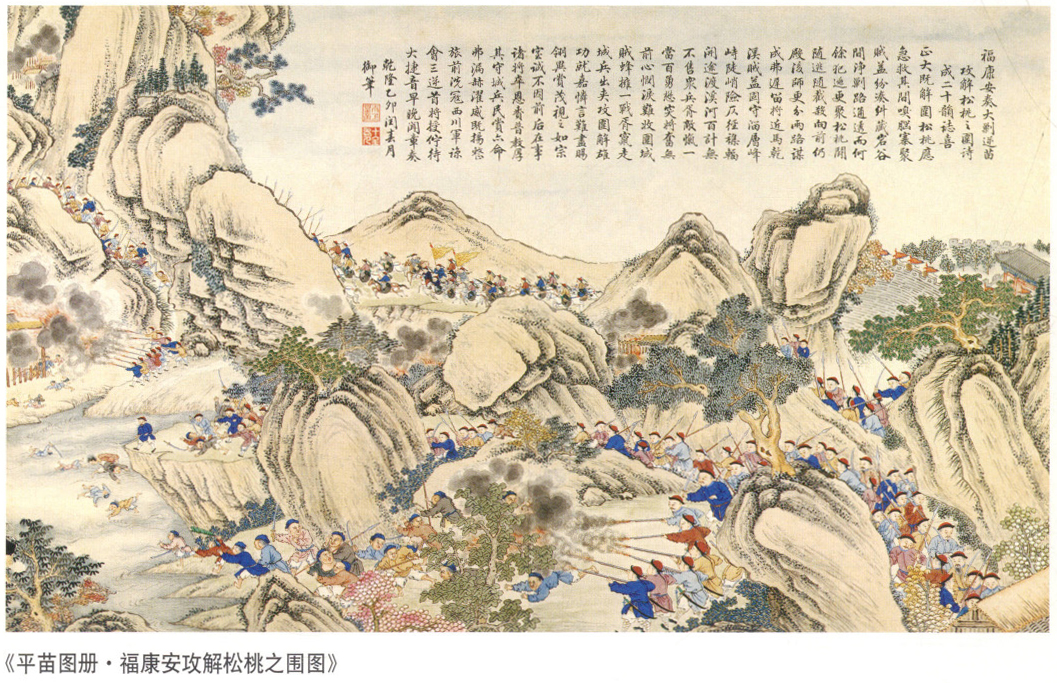
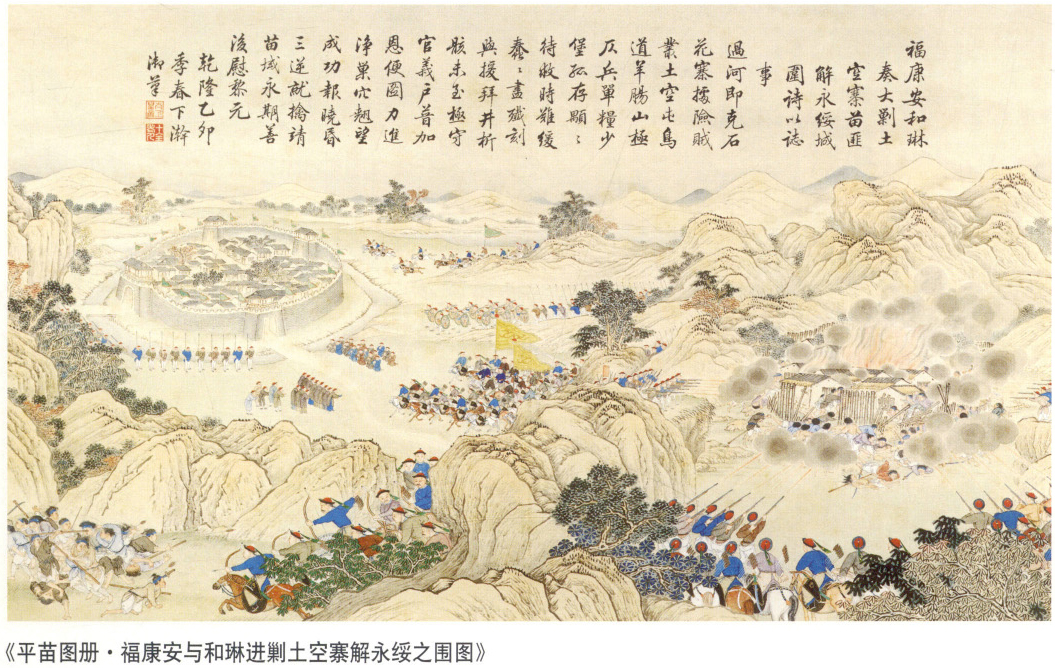
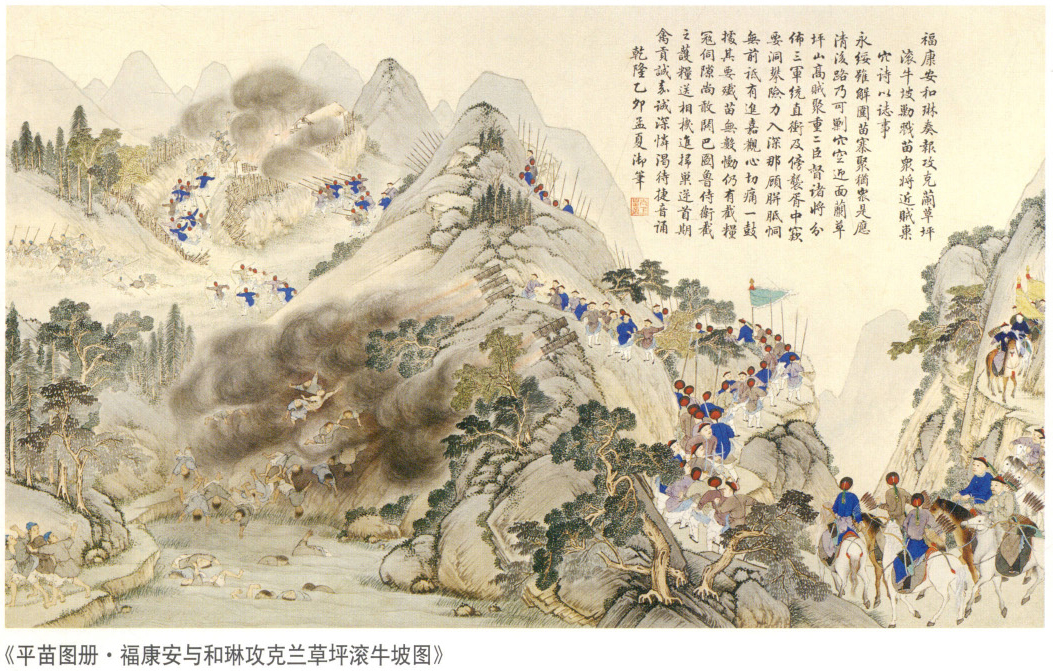
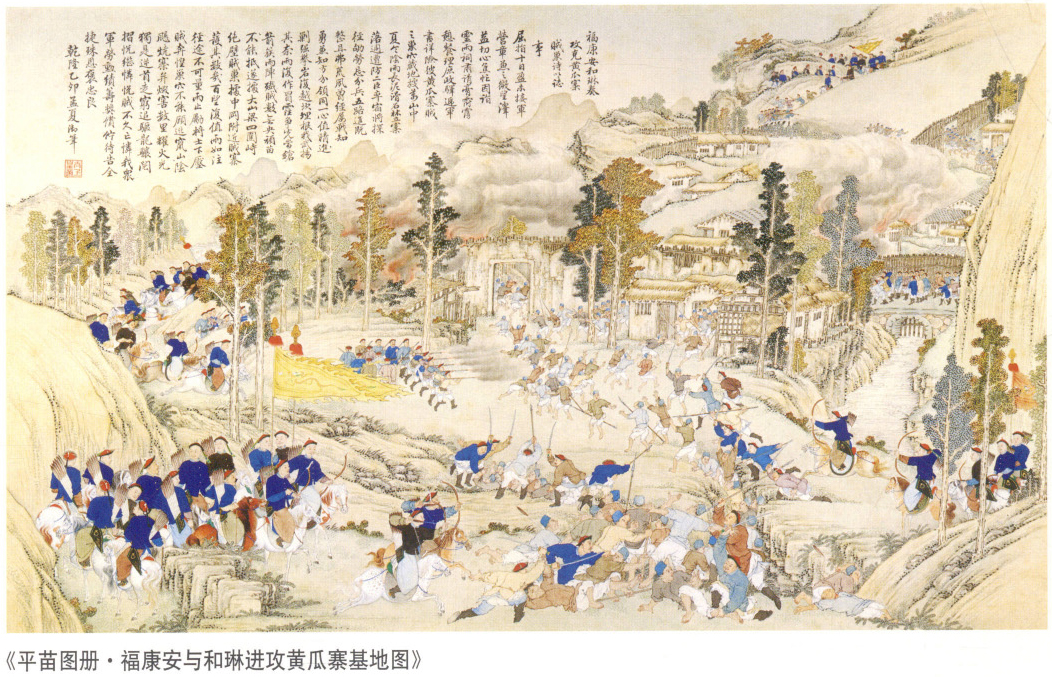
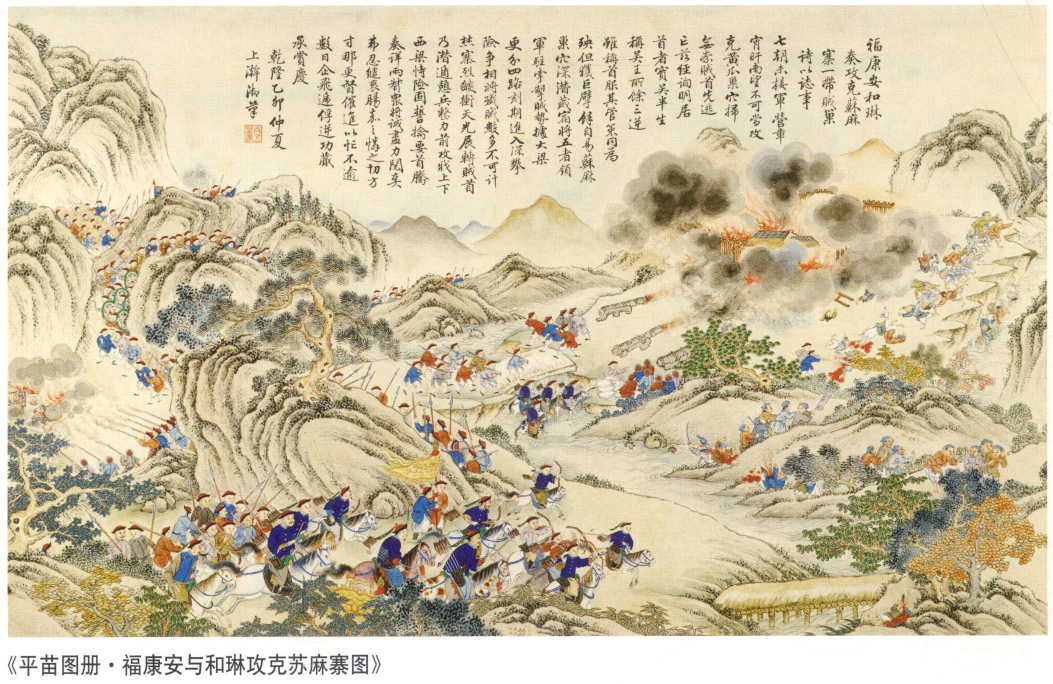
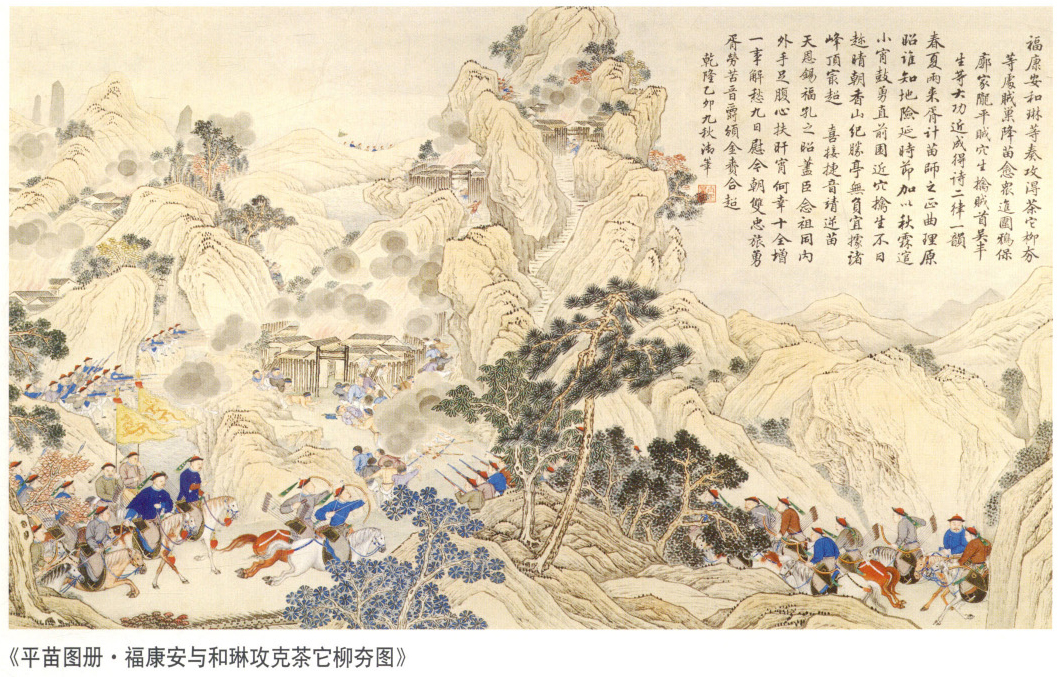
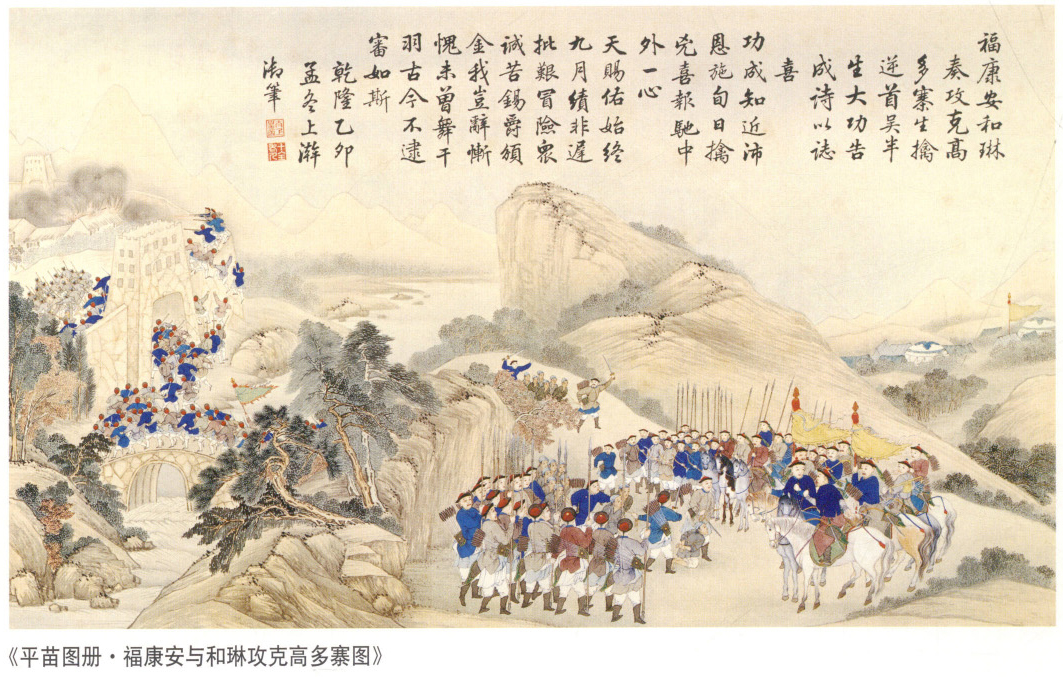
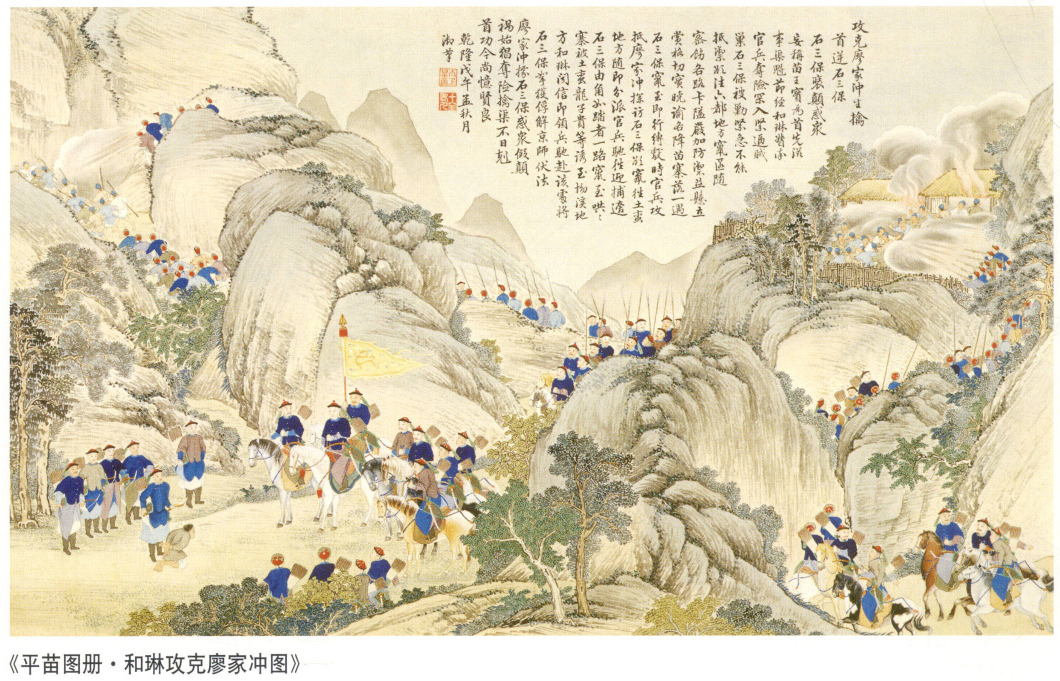
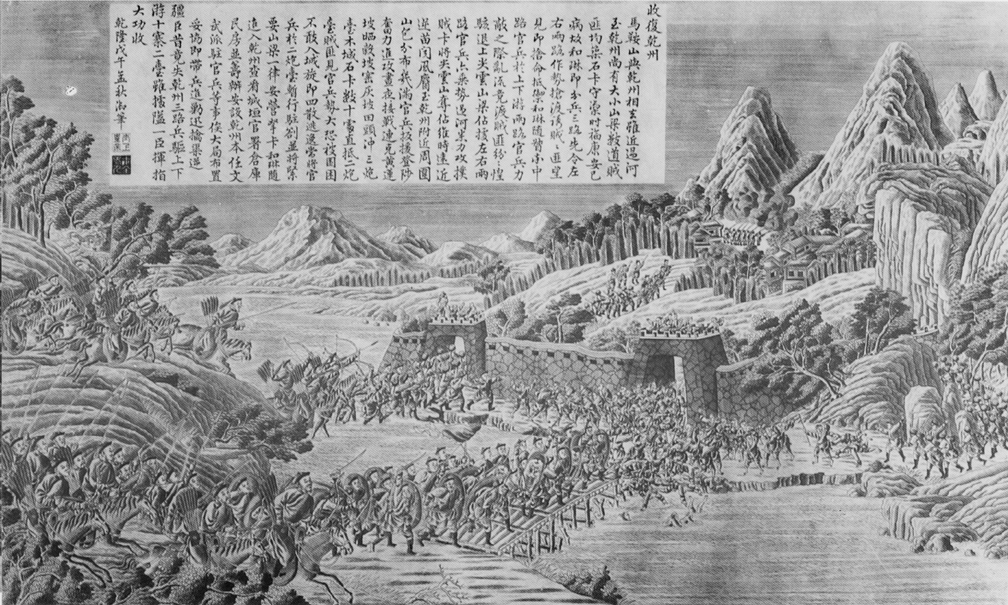
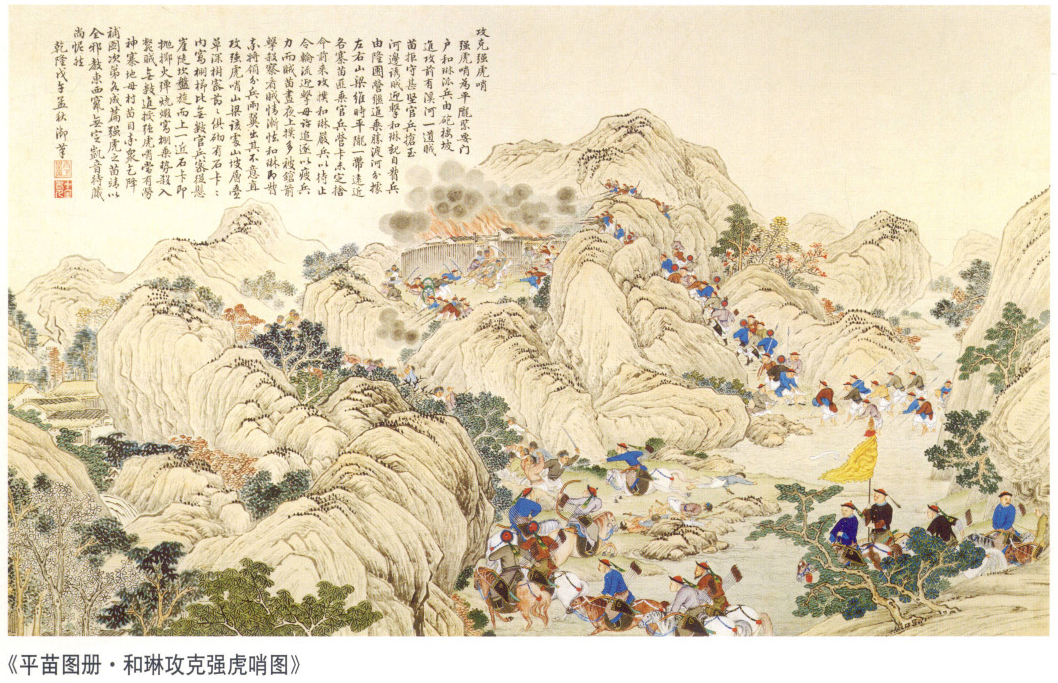
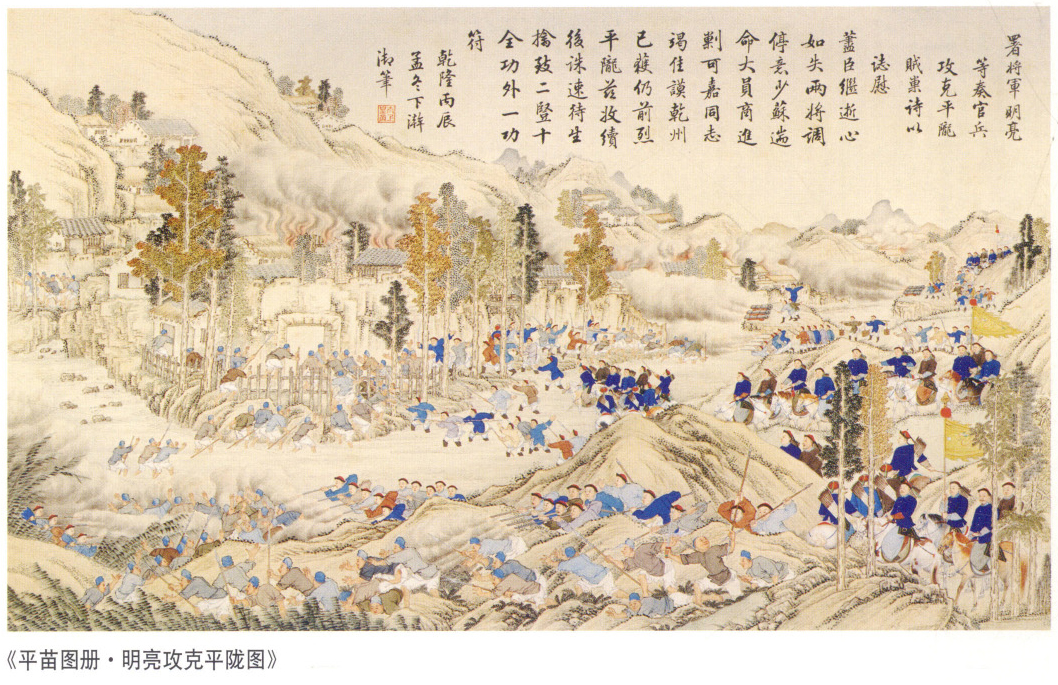
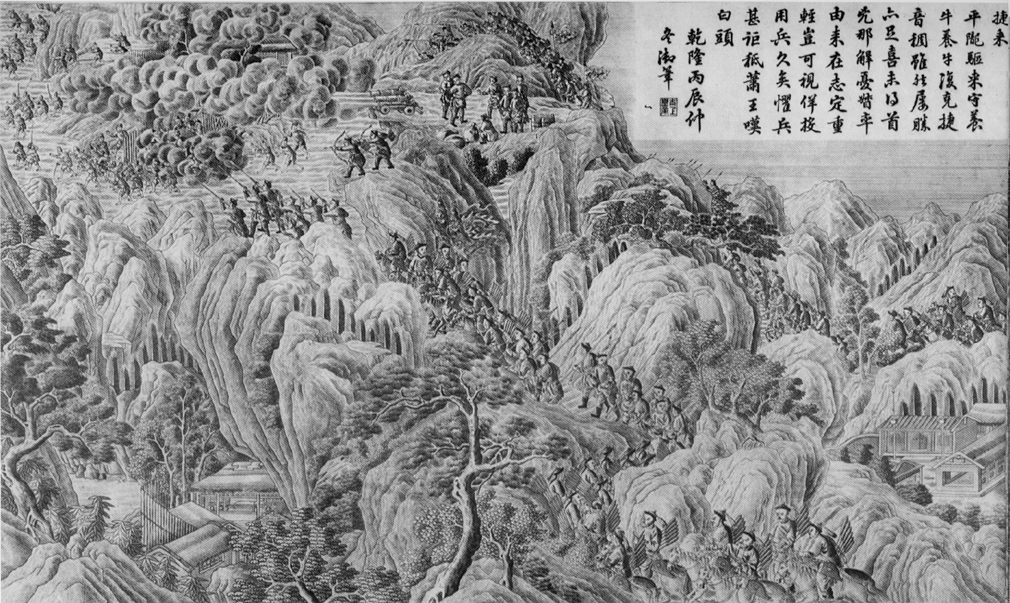
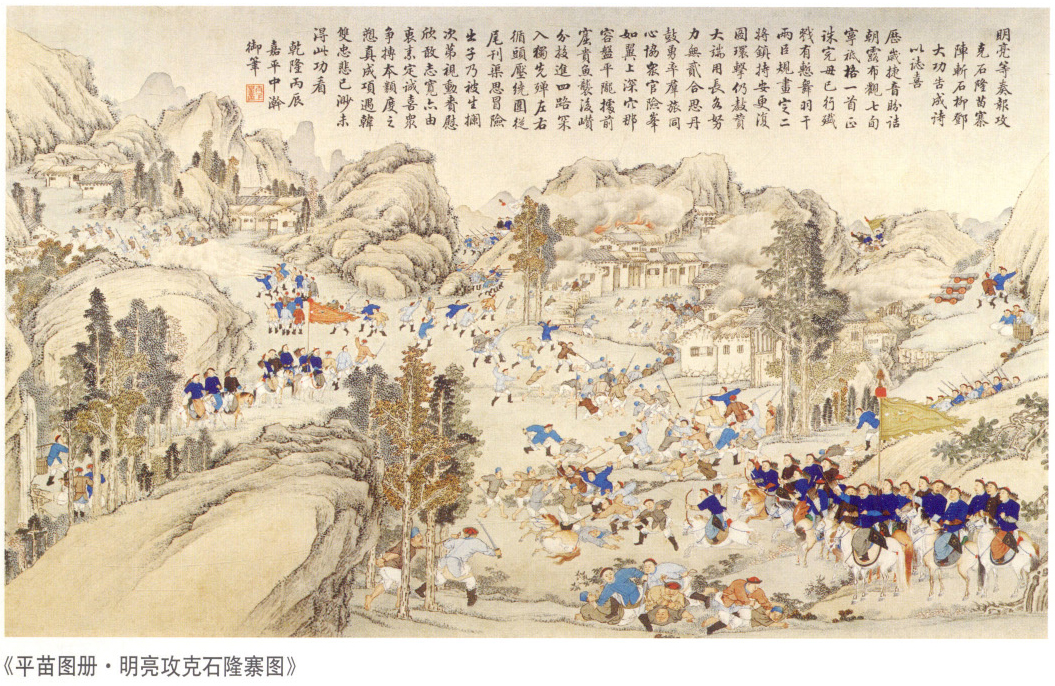
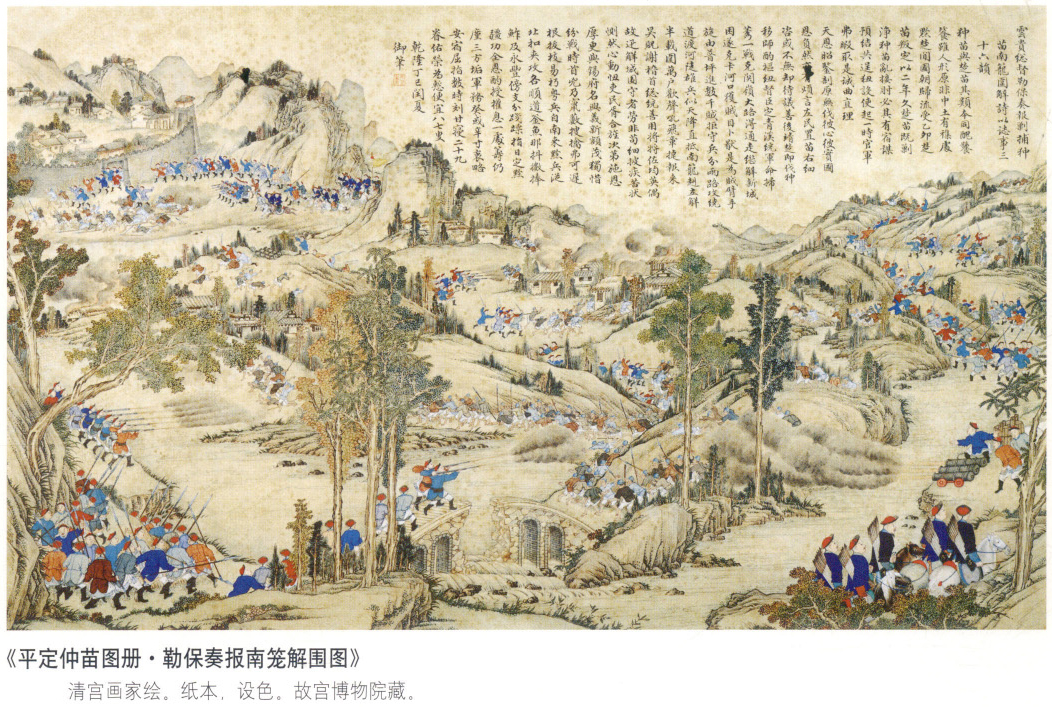
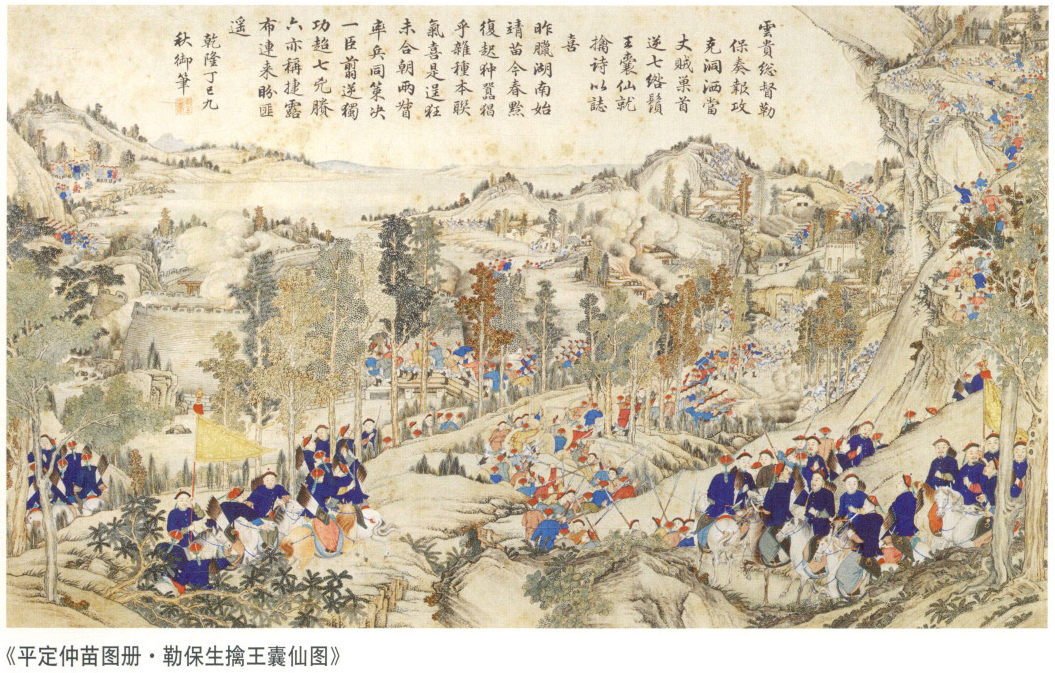
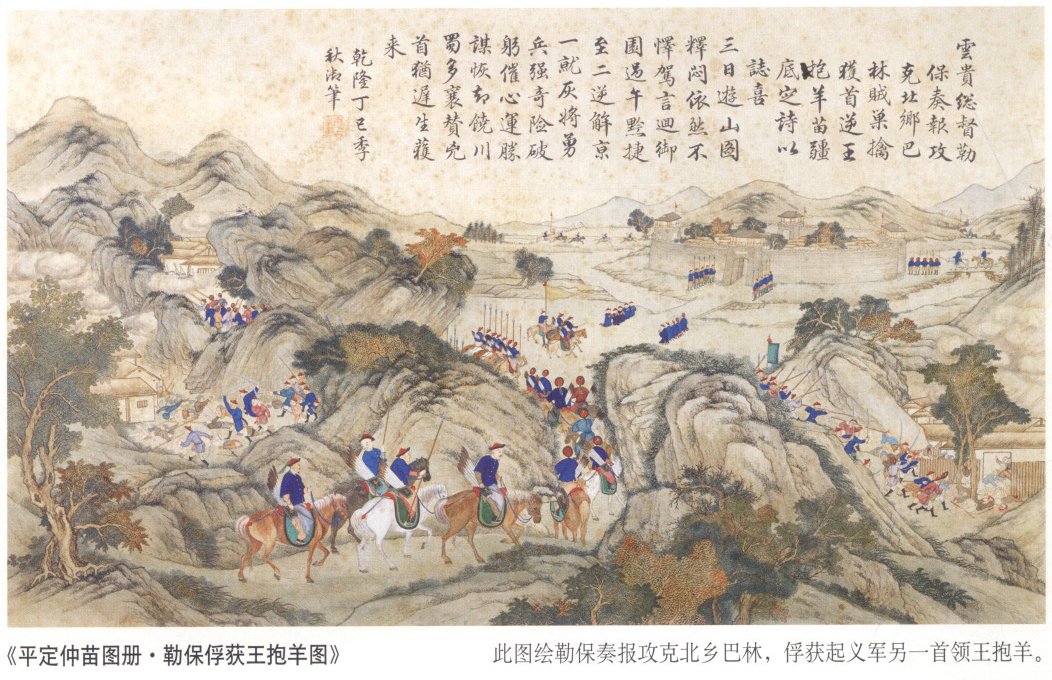
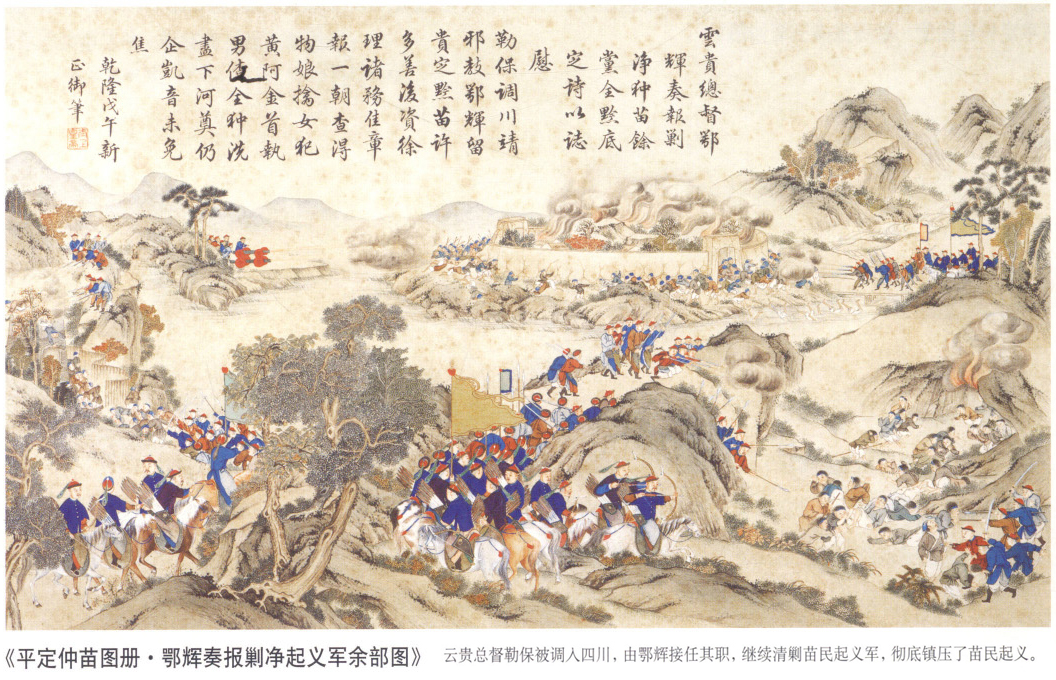

## 延伸阅读
- Sutton, Donald S. . Asia Major. 2003, 16 (2): 105–152. JSTOR 41649879.